# Marionetki
Pour plus de détails, voir Fiche technique et Distribution.
Marionetki (Марионетки) est un film soviétique réalisé par Yakov Protazanov et Porfiri Podobed, sorti en 1933,.

## Fiche technique
- Photographie : Piotr Ermolov
- Décors : Sergueï Kozlovski, Moïsseï Levine
- Musique : Leonid Polovinkine

## Distribution
- Anatoli Ktorov : Do - The Prince
- Nikolai Radin : Re - The Archbishop
- Valentina Tokarskaya : Mi - The Singing Star
- Konstantin Zubov (en) : Fa - The Fascist
- Sergey Martinson : Sol - The Hairdresser (comme Sergei Martinson)
- Mikhail Klimov : La - The Prime Minister
- Sergey Tikhonravov : Si - The Trading Politician (comme S. Tikhonravov)
- Leonid Leonidov : Pulling the Strings - The Munitions Manufacturer
- Vasili Toporkov : Director of the Marionette Theater
- Ivan Arkadin (en) : Master of Ceremonies
- Osip Basov : Poet
- Nikolai Bubnov (ru) : Philosopher
- Vladimir Popov : White General
- Mikhail Zharov : Head of Frontier Post
- Pyotr Galadzhev : Scribe
- Varvara Alyokhina : Princess (non créditée)
- Ivan Bobrov : Member of the the Fascist Party (non crédité)
- Anna Dmokhovskaya : Lady in waiting (non créditée)
- Mikhail Doronin : Politician (non crédité)
- Mikhail Kholodov : Bufferian Ambassador (non crédité)
- Sergey Komarov : Ieronimus (non crédité)
- Pyotr Leontyev : Politician (non crédité)
- Georgiy Millyar : Bald bureaucrat (non crédité)
- Pavel Poltoratskiy : Minister (non crédité)
- Mikhail Rozen-Sanin : Marshal of Nobility (non crédité)
- Tatyana Strukova : Lady in waiting (non créditée)
- Aleksandr Zhukov : Head of the Royal Guard (non crédité)